# Scottish Premiership (rugby)
La Scottish Premiership  llamada Tennents Premiership por motivos de patrocinio, es un torneo organizado por la Scottish Rugby Union y la máxima categoría de dicho deporte en Escocia.

## Historia
La liga fue fundada en el año 1973, luego de que la federación decidiera formar un campeonato oficial, antes de eso se disputaba el Campeonato no oficial que no contaba con una planificación de equipos y fixtures.
En la temporada 2019/20, los seis equipos más fuertes de la competencia pasar a formar parte del campeonato de franquicias Súper 6, perdiendo la Premiership los equipos más competitivos y obligando a ascender seis equipos desde la segunda división.
En febrero de 2024, luego de la decisión de la federación de Escocia de eliminar el Super Series, vuelve a retomar el lugar como principal torneo del país.

## Formato

### Playoff
Los diez equipos juegan una temporada regular en donde se enfrentan todos contra todos en partidos de ida y vuelta, luego los mejores cuatro equipos clasifican a semifinales en la búsqueda por el campeonato.

### Promoción y descenso
El último clasificado en la temporada regular desciende directamente a la segunda división, mientras que el noveno lugar disputa una promoción frente al subcampeón de la segunda división.

## Campeones
| Edición | Edición | Campeón             |
| ------- | ------- | ------------------- |
| 1       | 1973-74 | Hawick RFC          |
| 2       | 1974-75 | Hawick RFC          |
| 3       | 1975-76 | Hawick RFC          |
| 4       | 1976-77 | Hawick RFC          |
| 5       | 1977-78 | Hawick RFC          |
| 6       | 1978-79 | Heriot's Rugby Club |
| 7       | 1979-80 | Gala RFC            |
| 8       | 1980-81 | Gala RFC            |
| 9       | 1981-82 | Hawick RFC          |
| 10      | 1982-83 | Gala RFC            |
| 11      | 1983-84 | Hawick RFC          |
| 12      | 1984-85 | Hawick RFC          |
| 13      | 1985-86 | Hawick RFC          |
| 14      | 1986-87 | Hawick RFC          |
| 15      | 1987-88 | Kelso RFC           |
| 16      | 1988-89 | Kelso RFC           |
| 17      | 1989-90 | Melrose RFC         |
| 18      | 1990-91 | Boroughmuir RFC     |

| Edición | Edición | Campeón             |
| ------- | ------- | ------------------- |
| 19      | 1991-92 | Melrose RFC         |
| 20      | 1992-93 | Melrose RFC         |
| 21      | 1993-94 | Melrose RFC         |
| 22      | 1994-95 | Stirling County RFC |
| 23      | 1995-96 | Melrose RFC         |
| 24      | 1996-97 | Melrose RFC         |
| 25      | 1997-98 | Watsonian FC        |
| 26      | 1998-99 | Heriot's Rugby Club |
| 27      | 1999-00 | Heriot's Rugby Club |
| 28      | 2000-01 | Hawick RFC          |
| 29      | 2001-02 | Hawick RFC          |
| 30      | 2002-03 | Boroughmuir RFC     |
| 31      | 2003-04 | Glasgow Hawks       |
| 32      | 2004-05 | Glasgow Hawks       |
| 33      | 2005-06 | Glasgow Hawks       |
| 34      | 2006-07 | Currie RFC          |
| 35      | 2007-08 | Boroughmuir RFC     |
| 36      | 2008-09 | Ayr RFC             |

| Edición | Edición | Campeón                |
| ------- | ------- | ---------------------- |
| 37      | 2009-10 | Currie RFC             |
| 38      | 2010-11 | Melrose RFC            |
| 39      | 2011-12 | Melrose RFC            |
| 40      | 2012-13 | Ayr RFC                |
| 41      | 2013-14 | Melrose RFC            |
| 42      | 2014-15 | Heriot's Rugby Club    |
| 43      | 2015-16 | Heriot's Rugby Club    |
| 44      | 2016-17 | Ayr RFC                |
| 45      | 2017-18 | Melrose RFC            |
| 46      | 2018-19 | Ayr RFC                |
| 47      | 2019-20 | Cancelada por COVID-19 |
| 48      | 2021-22 | Marr RFC               |
| 49      | 2022-23 | Hawick RFC             |
| 50      | 2023-24 | Currie Chieftains      |
| 51      | 2024-25 | Ayr RFC                |
| 52      | 2025-26 | A disputarse           |

## Palmarés
| Equipo              | Títulos | Temporadas                                                                    |
| ------------------- | ------- | ----------------------------------------------------------------------------- |
| Hawick RFC          | 13      | 1974, 1975, 1976, 1977, 1978, 1982, 1984, 1985, 1986, 1987, 2001, 2002, 2023. |
| Melrose RFC         | 10      | 1990, 1992, 1993, 1994, 1996, 1997, 2011, 2012, 2014, 2018.                   |
| Heriot's Rugby Club | 5       | 1979, 1999, 2000, 2015, 2016.                                                 |
| Ayr RFC             | 5       | 2009, 2013, 2017, 2019, 2025.                                                 |
| Currie Chieftains   | 3       | 2007, 2010, 2024.                                                             |
| Gala RFC            | 3       | 1980, 1981, 1983.                                                             |
| Boroughmuir RFC     | 3       | 1991, 2003, 2008.                                                             |
| Glasgow Hawks       | 3       | 2004, 2005, 2006.                                                             |
| Kelso RFC           | 2       | 1988, 1989.                                                                   |
| Stirling County RFC | 1       | 1995.                                                                         |
| Watsonian FC        | 1       | 1998.                                                                         |
| Marr RFC            | 1       | 2022.                                                                         |